# جرترود هيلين بنسون
جرترود هيلين بنسون (بالإنجليزية: Gertrude Helen Benson)‏ هي أكاديمية نيوزيلندية، ولدت في 25 يناير 1886، وتوفيت في 20 فبراير 1964.